# Sasha Marcich
Sasha Julián Marcich (Buenos Aires, Argentina; 29 de mayo de 1998) es un futbolista argentino. Juega de defensa y su equipo actual es el Club Atlético Lanús de la Primera División de Argentina.

## Trayectoria
Formado en las inferiores de Platense, Marcich firmó su primer contrato profesional con el club en mayo de 2019. Debutó con el primer equipo el 28 de febrero de 2021 ante River Plate por la Copa de la Liga.
El resto de la temporada 2021, fue cedido a Talleres (RdE). Para 2022, fue prestado a San Telmo y a Estudiantes (RC).
Para 2023 regresó a Plantense, donde debutó en la Primera División el 5 de febrero ante Independiente.

## Estadísticas
Actualizado al último partido disputado el 28 de abril de 2023.
| Club                       | Div.          | Temporada     | Liga  | Liga  | Copas nacionales | Copas nacionales | Copas internacionales | Copas internacionales | Total | Total |
| Club                       | Div.          | Temporada     | Part. | Goles | Part.            | Goles            | Part.                 | Goles                 | Part. | Goles |
| -------------------------- | ------------- | ------------- | ----- | ----- | ---------------- | ---------------- | --------------------- | --------------------- | ----- | ----- |
| Platense Argentina         | 1.ª           | 2021          | 3     | 0     | —                | —                | —                     | —                     | 3     | 0     |
| Platense Argentina         | 1.ª           | 2023          | 10    | 2     | —                | —                | —                     | —                     | 10    | 2     |
| Platense Argentina         | Total club    | Total club    | 13    | 0     | 0                | 0                | 0                     | 0                     | 13    | 0     |
| Talleres (RdE) Argentina   | 3.ª           | 2021          | 20    | 0     | —                | —                | —                     | —                     | 20    | 0     |
| Talleres (RdE) Argentina   | Total club    | Total club    | 20    | 0     | 0                | 0                | 0                     | 0                     | 20    | 0     |
| San Telmo Argentina        | 2.ª           | 2022          | 17    | 0     | —                | —                | —                     | —                     | 17    | 0     |
| San Telmo Argentina        | Total club    | Total club    | 17    | 0     | 0                | 0                | 0                     | 0                     | 17    | 0     |
| Estudiantes (RC) Argentina | 2.ª           | 2022          | 19    | 0     | —                | —                | —                     | —                     | 19    | 0     |
| Estudiantes (RC) Argentina | Total club    | Total club    | 19    | 0     | 0                | 0                | 0                     | 0                     | 19    | 0     |
| Total carrera              | Total carrera | Total carrera | 69    | 0     | 0                | 0                | 0                     | 0                     | 69    | 0     |